# Tschechische Technische Universität Prag
Die Tschechische Technische Universität Prag (tschechisch: České vysoké učení technické v Praze, kurz: ČVUT bzw. englisch: CTU) ist eine bedeutende technische Universität in Tschechien mit Sitz in Prag. Sie ist die älteste technische Universität in Mitteleuropa und die älteste zivile technische Universität in Europa.

## Geschichte

### Vorläufer

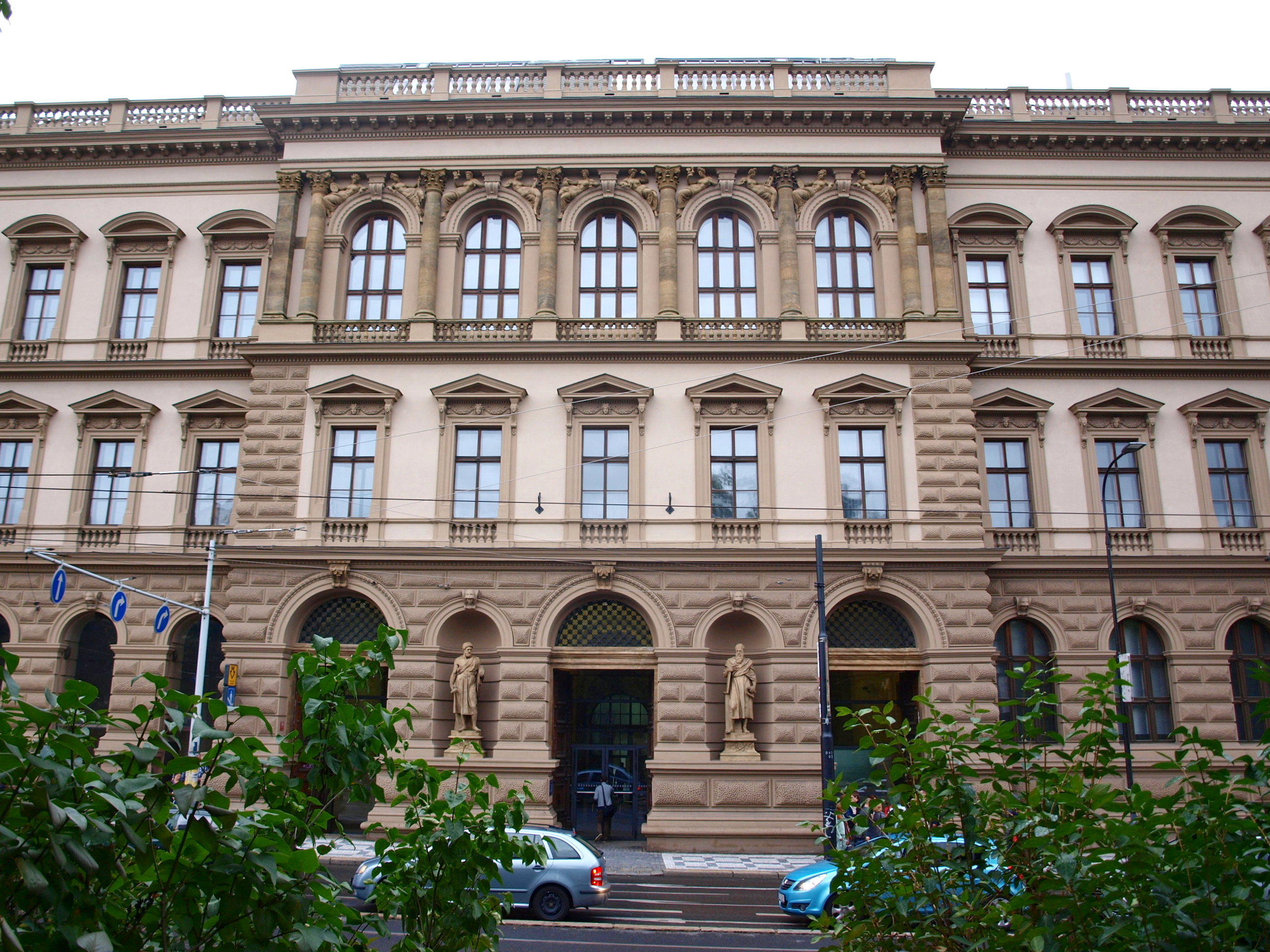
Das polytechnische Institut am Karlsplatz

Die Wurzeln der Hochschule gehen, wie die der Deutschen Technischen Hochschule Prag, zurück auf den 1705 bei der böhmischen Hofkanzklei in Prag eingereichten Antrag Christian Joseph Willenbergs zur Errichtung eines Kurses für junge Männer aller Stände über den Festungsbau („Fortifikation“), dem der Kaiser in Wien 1707 zustimmte. Es dauerte noch zehn Jahre, bis der Lehrbetrieb der „Böhmischen Ständischen Ingenieurschule“ aufgenommen werden konnte. 1803 wurde das „Böhmische Ständische Polytechnische Institut in Prag“ eingerichtet, das 1806 seinen Betrieb aufnahm und Personal und Inventar (Maschinen, Bibliothek) übernahm und die Räumlichkeiten der Ständischen Ingenieurschule weiter nutzte.

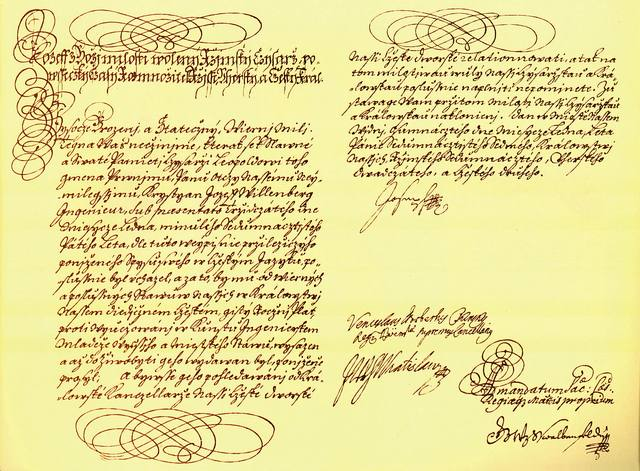
Die Gründungsurkunde aus dem Jahr 1707

### Gründung
Die „C.k. Česká Vysoká Školá Technická“ wurde 1879 gegründet, nachdem sich der deutsch-tschechische Sprachenkonflikt nicht durch den beidsprachigen Unterricht, der 1869 am Deutschen Polytechnischen Landesinstitut des Königreiches Böhmen eingeführt worden war, hatte lösen lassen. 1874 übersiedelte es in einen Neubau auf dem Karlsplatz in Prag. Zur Zeit der Industrialisierung am Beginn des 20. Jahrhunderts (1909) wuchs die Zahl der Studenten auf 3000 an. Wer beide Staatsprüfungen ablegte, durfte die Berufsbezeichnung Ingenieur führen. Die nunmehrige Tschechische Technische Hochschule Prag erfuhr eine Blütezeit. 1894 feierte die TTH ihr 25-jähriges Bestehen.

### Seit 1920

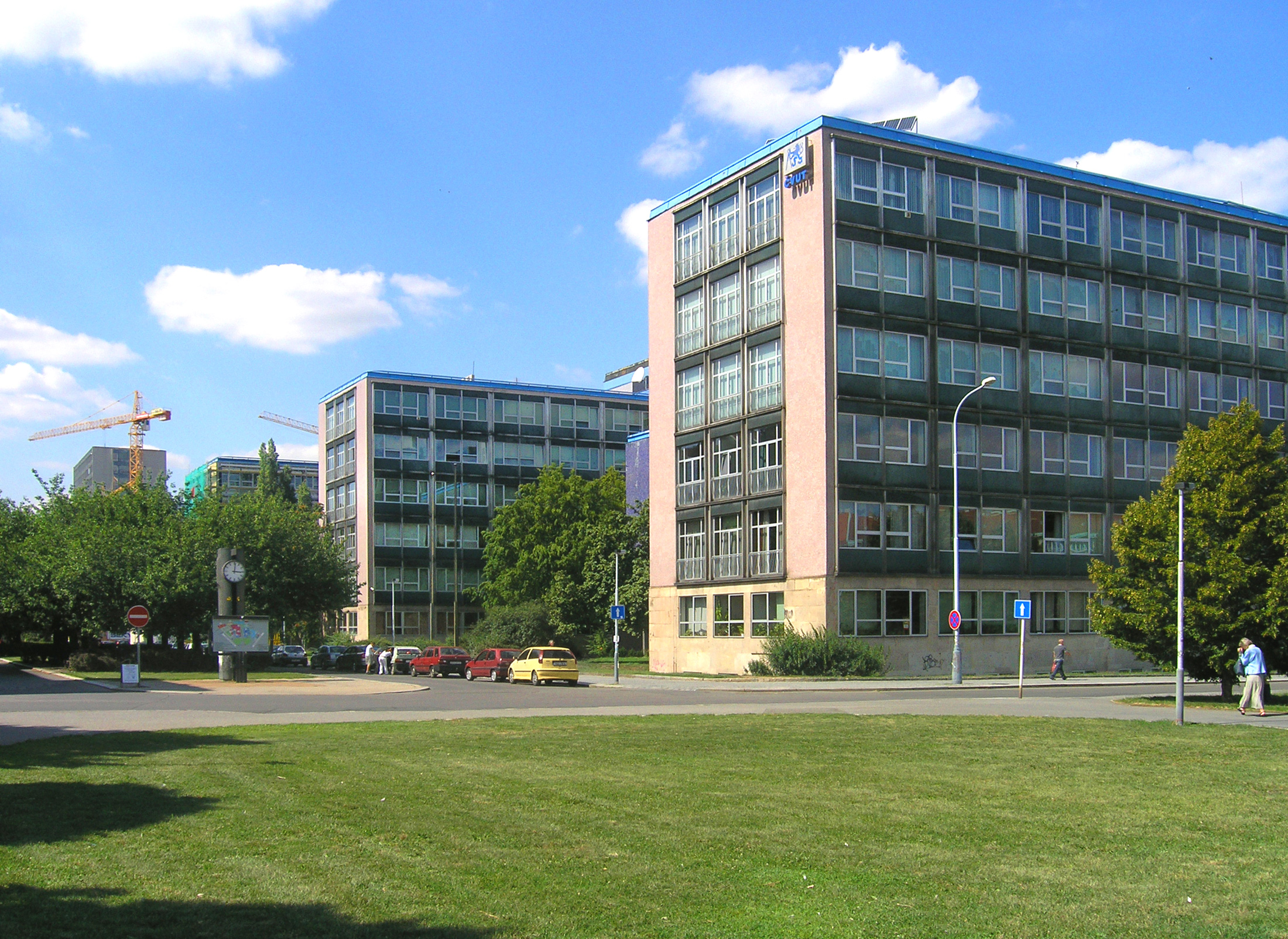
Campus im Stadtteil Dejvice

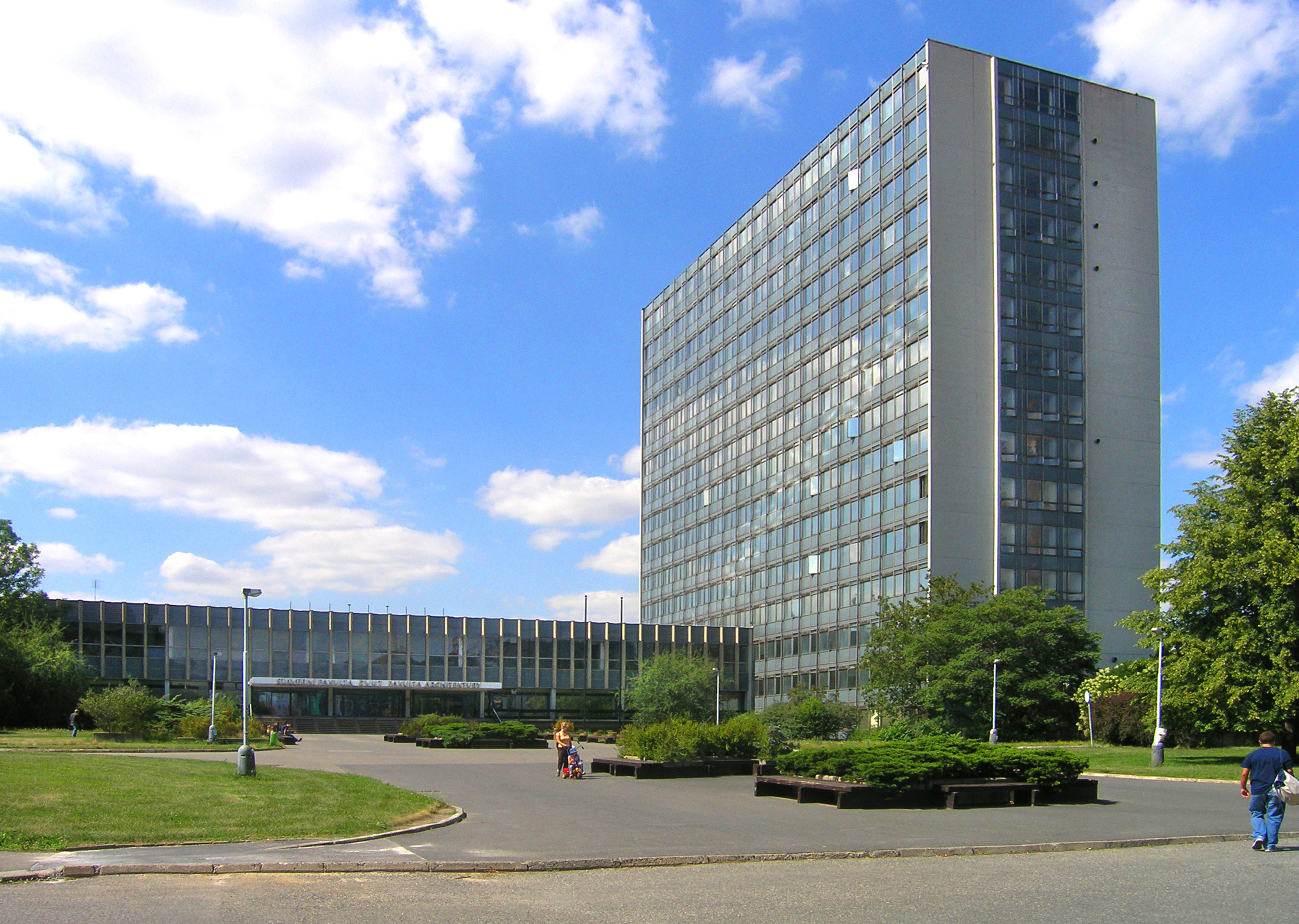
Fakultät für Bauingenieurwesen

Nach Gründung der Tschechoslowakei und dem Ende der Monarchie Österreich-Ungarn wurde die Hochschule im August 1920 umorganisiert. Sie führte nun den Namen České vysoké učení technické (ČVUT). Die Fachbereiche wurden durch Schulen (in der Bedeutung von Fakultäten) ersetzt, die von Dekanen geleitet wurden.
ČVUT bestand damals aus 7 Hochschulen:
1. Bauingenieurwesen
2. Land- und Forstwirtschaft
3. Architektur und Hochbau
4. Maschinenbau und Elektrotechnik
5. Chemisch-technologischer Ingenieurwissenschaften
6. Spezialwissenschaften
7. Handel

1921 gründete František Klokner ein Forschungs- und Entwicklungsinstitut für Materialprüfungen.
Die ČVUT wurde im Reichsprotektorat Böhmen und Mähren am 17. November 1939 geschlossen, zunächst auf drei Jahre. Sie bestand unter dem Namen Technische Hochschule Prag weiter. Nach dem Ende des Zweiten Weltkrieges wurde die Tschechische Technische Hochschule Prag am 4. Juni 1945 wiedereröffnet. Nach 1948 und der Regierungsübernahme durch die kommunistische Partei wurden viele Studenten wegen ihrer politischen Gesinnung oder nichtproletarischen Herkunft von der Komunistická strana Československa unter Klement Gottwald von der Universität verwiesen. Die Wirtschaftswissenschaftliche Fakultät wurde aufgelöst. 1949 bis 1960 fand eine Neuorganisation statt; es wurden gesamtschulische Arbeitsgebiete eingerichtet, wie Militärlehrstuhl, Verteidigungslehre und der Lehrstuhl für Marxismus-Leninismus. Im Jahr 1949 entstand durch Ausgliederung die Wirtschaftsuniversität Prag. 1952 wurden auch die chemischen und landwirtschaftlichen Fachbereiche ausgegliedert. 1953 wurde durch Abtrennung weiterer Fachbereiche die Hochschule für Bahnwesen gegründet, aus welcher später die Universität Žilina entstand.
Ab 1976 hatte die ČVUT folgende Fakultäten.
1. Bauingenieurwesen
2. Maschinenbau
3. Elektrotechnik
4. Kernphysik und Physik
5. Architektur (1976 gegründet)
6. Verkehrswissenschaften (seit 1993)
7. Informationstechnologien (seit 2009)

2004 studierten in 47 angebotenen Studiengängen (214 Fachrichtungen) insgesamt 22.934 Studenten (davon 9.279 Bachelor, 10.852 Magister und 2.803 Doktoranden). Die Schule ist in internationale Austauschprogramme eingebunden.

## Fakultäten und Hochschulinstitute

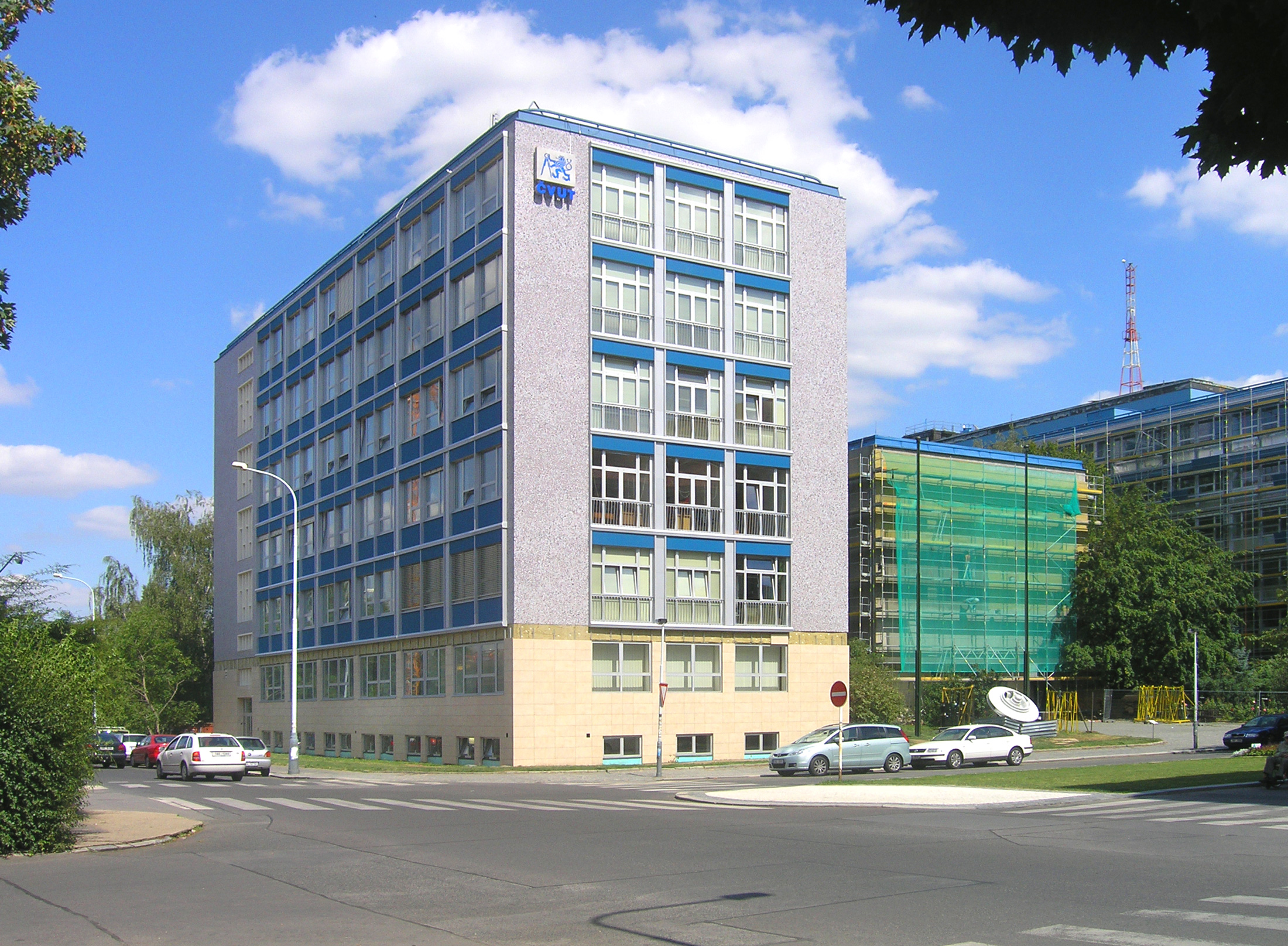
Fakultät für Maschinenbau

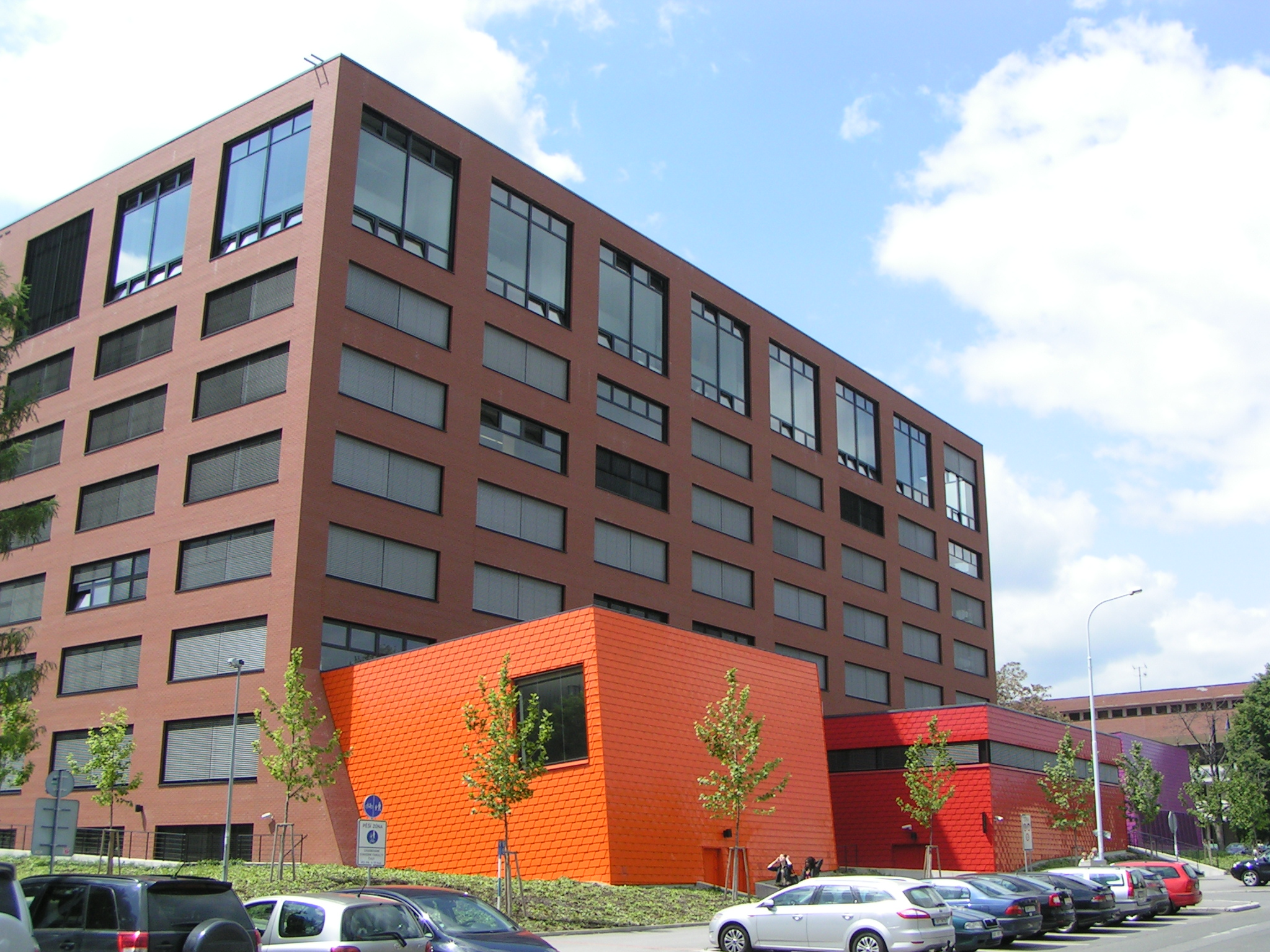
Fakultät für Architektur

Die Schule hat heute 8 Fakultäten und zwei eigenständige Hochschulinstitute.
- Fakultät für Bauwesen (mit einer Zweigstelle in Sezimovo Ústí)
- Fakultät für Maschinenbau
- Fakultät für Elektrotechnik
- Fakultät für Kerntechnik und Physikingenieurwissenschaften
- Fakultät für Architektur
- Fakultät für Verkehrswissenschaften (mit einer Zweigstelle in Děčín)
- Fakultät für Biomediziningenieurwesen (in Kladno)
- Fakultät für Informationstechnologien

Hochschulinstitute:
- Klokner-Institut
- Masaryk-Institut

## Weitere  Einrichtungen
- Rechenzentrum
- Technologie- und Innovationszentrum
- Forschungszentrum der Industrie
- Institut für technische und experimentelle Physik
- Zentrum für Radiochemie
- Institut für Bau- und Investitionstätigkeit
- Verlag

## Lehrer
- František Běhounek (1898–1973), Professor für Physik
- Rudolf Lukeš (1897–1960), Professor für Organische Chemie
- František Müller (1835–1900), Professor für Geodäsie
- Emil Votoček (1872–1950), Professor für Chemie
- Josef Zítek (1832–1909), Professor für Architektur
- Jan Zvoníček (1865–1926), Professor (Dampfmaschinen, Kompressoren)
- siehe auch Kategorie:Hochschullehrer (Tschechische Technische Universität Prag)

## Studenten
- Josef Hrubý (1906–1988), Architekt
- František Křižík (1847–1941), bedeutender Techniker, Industrieller und Erfinder
- Paul Ludwik (1878–1934), Werkstofftechniker in Wien
- Heinrich Mandel (1919–1979), globaler Protagonist der Kernenergie
- Vladimir Prelog (1906–1998), Nobelpreisträger für Chemie 1975
- Mirko Baum (* 1944), Architekt und em. Universitätsprofessor
- Jan Šépka (* 1969), Architekt und Professor

### Studenten der deutschsprachigen Hochschule
- Friedrich Balling (1803–1859), Chemiker, Zentraldirektor eisenverarbeitender Werke
- Karl Albert Max Balling (1835–1896), Professor für Chemie, Probierwesen und Metallhüttenkunde an der Bergakademie Pribram
- Eduard Adam Schmidl (* 1794 Prag; † 3. April 1872 Wien), Techniker, 1814–1818 Studium am Prager Polytechnikum und an der Karls-Universität Prag bei Franz Josef von Gerstner, dessen Supplent und Nachfolger, 1852 Generaldirektor einer Baudirektion in der Vojvodina
- Kajetan Ludwig Leopold Ebenhöch (* 1821 in Petersdorf, Gemeinde Deutsch-Gabel in Nordböhmen, verstorben am 8. August 1894 in Radautz in der Bukowina), Ingenieur für Vermessungswesen und Metallverarbeitung; Hüttenmeister des Eisenwerkes in Schindelwald (Sindelova) der Grafen Nostitz, Bezirk Neudeck (Nejdek) in Westböhmen, 1855 Direktor einer Drahtfabrik in Weißenbach an der Triesting, Pfarrei Pottenstein in Niederösterreich, 1862 Direktor des Eisenwerkes in Kaufing, Pfarramt Rüstorf in Oberösterreich; Zivilgeometer und Leiter des K.K. Staats-Gestüt in Radautz
- Georg Löw (1830–1887), Generaldirektor der Böhmischen Nordbahn
- Franz von Ringhoffer (1844–1909), Student und Dr.techn.h.c. der deutschen technischen Hochschule Prag
- Siegfried Popper (1848–1933), Schiffsingenieur der kuK Marine